# Чемпионат Израиля по фигурному катанию
Чемпионат Израиля по фигурному катанию — ежегодное соревнование по фигурному катанию среди израильских фигуристов, организуемое Израильской федерацией фигурного катания.
На этом турнире спортсмены соревнуются в мужском и женском одиночном катании, парном фигурном катании и в спортивных танцах на льду, раздельно по возрастным группам: новички, юниоры и взрослые. В некоторые годы соревнования проводились не во всех дисциплинах из-за отсутствия спортсменов.
До 2013 года чемпионат проводился на Олимпийской арене — Канада-Центр в Метуле. Даты проведения чемпионата часто меняются из-за политических причин. Многие израильские спортсмены живут и тренируются в других странах где больше льда и более качественное обучение(в США, России, Канаде).
Израильская федерация фигурного катания образована в 1990 году, в 1993 году она была принята в Международный союз конькобежцев.

## Медалисты

### Мужчины
| Медалисты в мужском одиночном катании | Медалисты в мужском одиночном катании | Медалисты в мужском одиночном катании | Медалисты в мужском одиночном катании | Медалисты в мужском одиночном катании |
| ------------------------------------- | ------------------------------------- | ------------------------------------- | ------------------------------------- | ------------------------------------- |
| Сезон                                 | Золото                                | Серебро                               | Бронза                                |                                       |
| 1996                                  | Михаил Шмеркин                        |                                       |                                       |                                       |
| 1997                                  | Михаил Шмеркин                        |                                       |                                       |                                       |
| 1998                                  | Михаил Шмеркин                        |                                       |                                       |                                       |
| 1999                                  |                                       |                                       |                                       |                                       |
| 2000                                  | Михаил Шмеркин                        |                                       |                                       |                                       |
| 2001                                  | Михаил Шмеркин                        |                                       | Вадим Акользин                        |                                       |
| 2002                                  | Михаил Шмеркин                        | Сергей Котов                          | Вадим Акользин                        |                                       |
| 2003                                  | Сергей Котов                          |                                       |                                       |                                       |
| 2004                                  | Роман Серов                           | Евгений Краснопольский                |                                       |                                       |
| 2005                                  | Роман Серов                           | Евгений Краснопольский                |                                       |                                       |
| 2006                                  | Роман Серов                           | Сергей Котов                          |                                       |                                       |
| 2007                                  | Максим Шипов                          | не было других соревнующихся          | не было других соревнующихся          |                                       |
| 2008                                  | Максим Шипов                          | Евгений Краснопольский                | не было других соревнующихся          |                                       |
| 2009                                  | Максим Шипов                          | Евгений Краснопольский                | не было других соревнующихся          |                                       |
| 2010—2014                             | Чемпионат не проводился               | Чемпионат не проводился               | Чемпионат не проводился               |                                       |
| 2015                                  | Даниэль Самохин                       | Алексей Быченко                       | не было других соревнующихся          |                                       |
| 2016                                  | Алексей Быченко                       | Даниэль Самохин                       | не было других соревнующихся          |                                       |
| 2017                                  | Алексей Быченко                       | Даниэль Самохин                       | Марк Городницкий                      |                                       |

### Женщины
| Медалисты в женском одиночном катании | Медалисты в женском одиночном катании | Медалисты в женском одиночном катании | Медалисты в женском одиночном катании | Медалисты в женском одиночном катании |
| ------------------------------------- | ------------------------------------- | ------------------------------------- | ------------------------------------- | ------------------------------------- |
| Сезон                                 | Золото                                | Серебро                               | Бронза                                |                                       |
| 2000                                  |                                       |                                       |                                       |                                       |
| 2001                                  | Daria Zuravicki                       |                                       |                                       |                                       |
| 2002                                  | Daria Zuravicki                       |                                       |                                       |                                       |
| 2003                                  |                                       |                                       |                                       |                                       |
| 2004                                  | Keren Shua Haim                       |                                       |                                       |                                       |
| 2005                                  | Тамар Кац                             | Alanna Cohen                          |                                       |                                       |
| 2006                                  | не проводились соревнования           | не проводились соревнования           | не проводились соревнования           |                                       |
| 2007                                  | Тамар Кац                             | не было других соревнующихся          | не было других соревнующихся          |                                       |
| 2008                                  | Дженна Сайкен                         | не было других соревнующихся          | не было других соревнующихся          |                                       |
| 2009—2014                             | Чемпионат не проводился               | Чемпионат не проводился               | Чемпионат не проводился               |                                       |
| 2015                                  | Катарина Кульгейко                    | Нетта Шрайбер                         | Эйми Бьюкенен                         |                                       |
| 2016                                  | Катарина Кульгейко                    | Эйми Бьюкенен                         | не было других соревнующихся          |                                       |
| 2017                                  | Эйми Бьюкенен                         | Елизавета Ющенко                      | Нетта Шрайбер                         |                                       |

### Пары
| Медалисты в парном катании | Медалисты в парном катании             | Медалисты в парном катании          | Медалисты в парном катании          | Медалисты в парном катании   |
| -------------------------- | -------------------------------------- | ----------------------------------- | ----------------------------------- | ---------------------------- |
| Сезон                      | Золото                                 | Серебро                             | Бронза                              |                              |
| 2000                       | Лайн Хэддад / Виталий Лысенко          |                                     |                                     |                              |
| 2003                       | Юлия Шапиро / Вадим Акользин           |                                     |                                     |                              |
| 2004                       | Юлия Шапиро / Вадим Акользин           |                                     |                                     |                              |
| 2005                       | Юлия Шапиро / Вадим Акользин           |                                     |                                     |                              |
| 2006                       | в парах не проводились соревнования    | в парах не проводились соревнования | в парах не проводились соревнования |                              |
| 2007                       | Екатерина Сосинова / Фёдор Соколов     | Хэйли Энн Сакс / Вадим Акользин     | не было других соревнующихся        |                              |
| 2008                       | Екатерина Соколова / Фёдор Соколов     | Хэйли Энн Сакс / Вадим Акользин     | не было других соревнующихся        |                              |
| 2009—2014                  | Чемпионат не проводился                | Чемпионат не проводился             | Чемпионат не проводился             |                              |
| 2015                       | Адель Танкова / Евгений Краснопольский | не было других соревнующихся        | не было других соревнующихся        | не было других соревнующихся |
| 2016                       | Адель Танкова / Евгений Краснопольский | не было других соревнующихся        | не было других соревнующихся        | не было других соревнующихся |
| 2017                       | в парах не проводились соревнования    | в парах не проводились соревнования | в парах не проводились соревнования |                              |

### Танцы
| Медалисты в танцах на льду | Медалисты в танцах на льду           | Медалисты в танцах на льду              | Медалисты в танцах на льду   | Медалисты в танцах на льду   |
| -------------------------- | ------------------------------------ | --------------------------------------- | ---------------------------- | ---------------------------- |
| Сезон                      | Золото                               | Серебро                                 | Бронза                       |                              |
| 1995                       | Галит Хайт / Сергей Сахновский       |                                         |                              |                              |
| 1996                       | Галит Хайт / Сергей Сахновский       |                                         |                              |                              |
| 1997                       | Галит Хайт / Сергей Сахновский       |                                         |                              |                              |
| 1998                       | Галит Хайт / Сергей Сахновский       |                                         |                              |                              |
| 1999                       |                                      |                                         |                              |                              |
| 2000                       | Галит Хайт / Сергей Сахновский       | Наталья Гудина / Алексей Белецкий       |                              |                              |
| 2001                       | Галит Хайт / Сергей Сахновский       | Наталья Гудина / Алексей Белецкий       |                              |                              |
| 2002                       | Галит Хайт / Сергей Сахновский       | Наталья Гудина / Алексей Белецкий       |                              |                              |
| 2003                       | Галит Хайт / Сергей Сахновский       | Наталья Гудина / Алексей Белецкий       |                              |                              |
| 2004                       | Галит Хайт / Сергей Сахновский       | Наталья Гудина / Алексей Белецкий       |                              |                              |
| 2005                       | Галит Хайт / Сергей Сахновский       | Наталья Гудина / Алексей Белецкий       |                              |                              |
| 2006                       | Галит Хайт / Сергей Сахновский       | Александра Зарецкая / Роман Зарецкий    | не было других соревнующихся |                              |
| 2007                       | Александра Зарецкая / Роман Зарецкий | не было других соревнующихся            | не было других соревнующихся |                              |
| 2008                       | Александра Зарецкая / Роман Зарецкий | не было других соревнующихся            | не было других соревнующихся |                              |
| 2009                       | Александра Зарецкая / Роман Зарецкий | не было других соревнующихся            | не было других соревнующихся |                              |
| 2010—2014                  | Чемпионат не проводился              | Чемпионат не проводился                 | Чемпионат не проводился      |                              |
| 2015                       | Элисон Рид / Василий Рогов           | Кимберли Беркович / Рональд Цильберберг | не было других соревнующихся | не было других соревнующихся |
| 2016                       | Изабелла Тобиас / Илья Ткаченко      | Кимберли Беркович / Рональд Цильберберг | не было других соревнующихся | не было других соревнующихся |
| 2017                       | Изабелла Тобиас / Илья Ткаченко      | Адель Танкова / Рональд Цильберберг     | не было других соревнующихся | не было других соревнующихся |